# 马德里塔
马德里塔（西班牙語：Torre de Madrid）是马德里最高的建筑之一。它高142米，有36层，建于1954年至1957年。它是由建筑师朱利安和何塞·玛丽亚·奥塔门迪·马奇姆巴雷纳设计的，是大都会房地产经纪公司的委托项目。除此之外，他们还为大都会房地产经纪公司建造了西班牙大厦。
它位于西班牙广场，是广场和城市的标志性建筑。里面有办公室和公寓。在1967年之前，它一直是西欧最高的办公大楼，后来被150米高的布鲁塞尔南塔超越。这座塔出现在20世纪60年代发行的许多西班牙电影中。
该塔在完工时被认为是世界上最高的混凝土建筑，直到西班牙塔的为马德里最高的建筑。主建筑师还设想，该建筑将容纳500家商店，宽敞的画廊，酒店，甚至电影院。此外，该塔还配备了当时最快的12部电梯，允许顾客以每秒3.5米的速度行驶。这座建筑于1957年10月15日完成。
马德里塔位于西班牙首都中心的格兰大道尽头的西班牙广场上。与117米高的西班牙大厦一起坐落在同一个广场上，它们构成了一个有趣的建筑组合。两者都受到首都市政厅的保护。它在1982年之前一直是西班牙最高的建筑，后来被托雷帕纳电信塔超越。
马德里塔是格兰大道摩天大楼区的一部分，与之相反的是，该市大部分100米以上的摩天大楼都位于得土安区的阿斯卡金融区。
2005年4月28日，这座大厦被房地产中介Metrovacesa和西班牙大厦一起挂牌出售，以投票表决对法国公司Gecina的部分收购。价格约为400.000.000欧元。
该建筑于2012年重新开发，在10-32层设有公寓，而巴塞罗那托雷酒店于2017年在1-9层开放。

## 大众传媒
这座建筑在1984年的电影《The Hit》中得以出镜。影片的一部分是在马德里塔的一间公寓的顶层和阳台拍摄的。